# Wuppertal Hauptbahnhof
Station Wuppertal Hauptbahnhof (Wuppertal Hbf) is het Centraal Station of hoofdstation van de Duitse stad Wuppertal. De ICE- en IC-treinen stoppen op dit station. Ook stopt de S-Bahn naar het Ruhrgebied en Düsseldorf, en de Wuppertaler Schwebebahn op dit station. Het station is gelegen aan de lijnen 2550 Aken - Kassel en Neuss - aansluiting Linderhausen.

## Regionale, lokale enS-Bahn-treinen
| Serie       | Treinsoort                          | Route | Bijzonderheden                                                               |
| ----------- | ----------------------------------- | --- | ---------------------------------------------------------------------------- |
| RE 4        | Regional-Express (National Express) | Aachen Hbf – Herzogenrath – Rheydt Hbf – Mönchengladbach Hbf – Neuss Hbf – Düsseldorf Hbf – Wuppertal Hbf – Hagen Hbf – Witten Hbf – Dortmund Hbf | Wupper-Express                                                               |
| RE 7        | Regional-Express (National Express) | Rheine – Münster (Westf) Hbf – Hamm (Westf) – Hagen Hbf – Wuppertal Hbf – Solingen Hbf – Köln Hbf – Neuss Hbf – Krefeld Hbf                       | Rhein-Münsterland-Express                                                    |
| 20050 RE 13 | Regional-Express (Eurobahn)         | Venlo – Mönchengladbach Hbf – Neuss Hbf – Düsseldorf Hbf – Wuppertal Hbf – Hagen Hbf – Hamm (Westf)                                               | Maas-Wupper-Express                                                          |
| RB 48       | Regionalbahn (National Express)     | Wuppertal-Oberbarmen – Wuppertal Hbf – Solingen Hbf – Köln Messe/Deutz – Köln Hbf – (Brühl – Bonn Hbf – Bonn-Bad Godesberg – Bonn-Mehlem)         | Rhein-Wupper-Bahn 2x per uur Wuppertal-Köln, 1x per uur van/naar Bonn-Mehlem |
| S 7         | S-Bahn (VIAS)                       | Wuppertal Hbf – Remscheid Hbf – Solingen Hbf |                                                                              |
| S 8         | S-Bahn (DB Regio NRW)               | Mönchengladbach Hbf – Neuss Hbf – Düsseldorf Hbf – Gruiten – Wuppertal Hbf – Schwelm – Gevelsberg Hbf – Hagen Hbf                                 |                                                                              |
| S 9         | S-Bahn (DB Regio NRW)               | Haltern am See – Marl Mitte – Bottrop Hbf – Essen Hbf – Essen-Kupferdreh – Velbert-Langenberg – Wuppertal-Vohwinkel – Wuppertal Hbf               |                                                                              |

0,2: Neuss Hbf ·
2,7: Neuss Am Kaiser ·
4,8: Neuss Rheinparkcenter ·
6,5: Düsseldorf-Hamm ·
7,3: Düsseldorf Völklinger Str. ·
9,1: Düsseldorf-Bilk ·
10,2: Düsseldorf Friedrichstadt ·
11,1: Düsseldorf Hbf ·
12,6: Düsseldorf-Flingern ·
16,6: Düsseldorf-Gerresheim ·
19,2: Erkrath ·
22,2: Hochdahl ·
23,7: Hochdahl-Millrath ·
26,9: Gruiten ·
31,9: Wuppertal-Vohwinkel ·
33,8: Wuppertal-Sonnborn ·
34,6: Wuppertal-Zoologischer Garten ·
37,4: Wuppertal-Steinbeck ·
38,1: Wuppertal Hbf ·
39,7: Wuppertal-Unterbarmen ·
41,6: Wuppertal-Barmen ·
43,6: Wuppertal-Oberbarmen ·
45,2: Wuppertal-Langerfeld ·
47,2: Schwelm West ·
48,8: Schwelm
1,9: Aachen Hbf ·
3,0: Aachen Schanz ·
5,3: Aachen West (Templerbend) ·
11,5: Kohlscheid ·
16,1: Herzogenrath ·
22,7: Übach-Palenberg ·
27,4: Geilenkirchen ·
34,6: Lindern ·
36,6: Brachelen ·
40,8: Hückelhoven-Baal ·
47,2: Erkelenz ·
51,7: Herrath ·
56,2: Wickrath ·
60,1: Rheydt Hbf ·
63,9: Mönchengladbach Hbf ·
65,9: Mönchengladbach-Lürrip ·
68,7: Korschenbroich ·
71,5: Kleinenbroich ·
75,3: Büttgen ·
80,9: Neuss Hbf ·
86,4: Düsseldorf-Bilk ·
88,4: Düsseldorf Hbf ·
109,1: Wuppertal-Vohwinkel ·
115,4: Wuppertal Hbf ·
118,9: Wuppertal-Barmen ·
120,9: Wuppertal-Oberbarmen ·
126,0: Schwelm ·
130,5: Ennepetal ·
141,7: Hagen Hbf ·
155,6: Schwerte (Ruhr) ·
170,9: Fröndenberg ·
178,8: Wickede ·
190,8: Neheim-Hüsten ·
198,8: Arnsberg (Westf) ·
209,8: Freienohl ·
218,6: Meschede ·
227,0: Bestwig ·
233,9: Olsberg ·
241,8: Brilon-Wald ·
247,8: Hoppecke ·
251,1: Messinghausen ·
257,2: Beringhausen ·
259,6: Bredelar ·
267,9: Marsberg ·
273,2: Westheim ·
283,4: Scherfede ·
292,9: Warburg (Westf) ·
301,0: Liebenau ·
313,1: Hofgeismar-Hümme ·
318,6: Hofgeismar ·
324,6: Grebenstein ·
329,2: Immenhausen ·
333,5: Espenau-Mönchehof ·
337,7: Vellmar-Obervellmar ·
337,7: Vellmar-Osterberg ·
340,2: Kassel-Jungfernkopf ·
341,4: Kassel-Harleshausen ·
342,5: Kassel-Kirchditmold ·
345,2: Kassel Hbf